# Edvard Trulsson

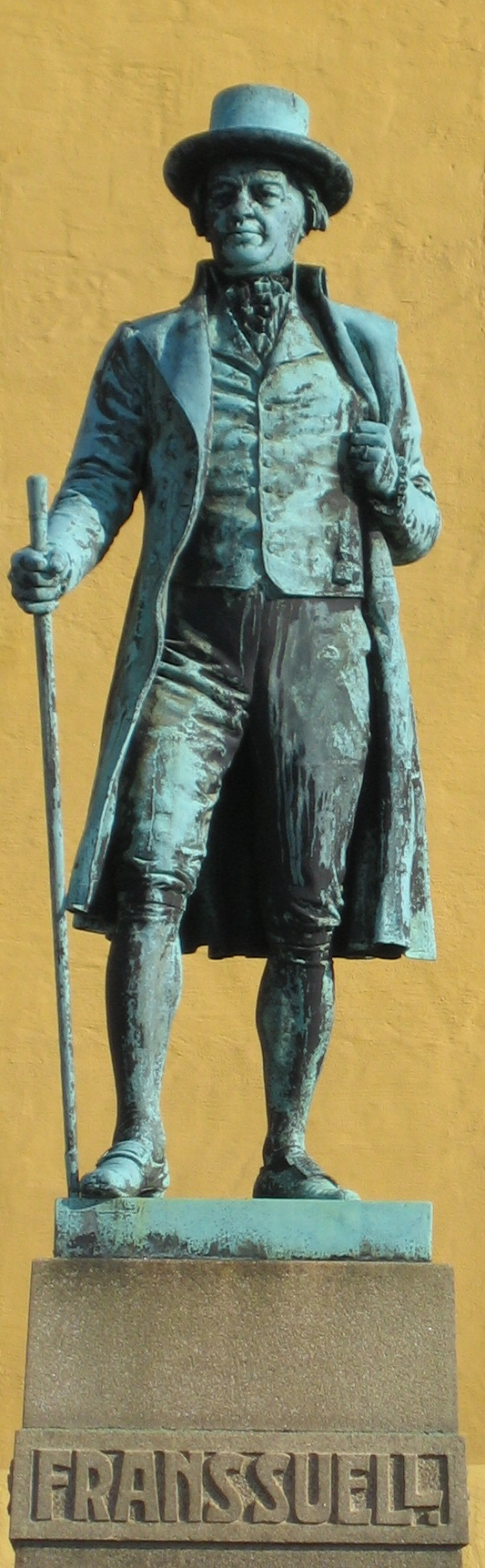
Staty över Frans Suell i Malmö

Johan Edvard Teodor Trulsson, född 1881 i Malmö, död 1969, var en svensk skulptör.
Han var son till massören Nils Trulsson och Ingrid Jönsson och från 1930 gift med Ingeborg Leander. Trulsson utbildade sig i skulptur för Stephan Sinding och Ludvig Branstrup vid Konstakademien i Köpenhamn 1908–1911 samt under studieresor i Tyskland. Han medverkade i samlingsutställningar arrangerade av Skånska konstnärslaget, Konstföreningen för södra Sverige och Skånes konstförenings utställningar i Malmö. Han var representerad i Baltiska utställningen 1914.
Det finns ett flertal skulpturer av Edvard Trulsson i hans hemstad Malmö och i andra städer i Skåne samt ett antal gravvårdar som han har formgivit. Trulsson är representerad vid Kulturhistoriska museet i Lund, Malmö museum och Tekniska museet i Stockholm.
Makarna Trulsson är begravda på Sankt Pauli södra kyrkogård i Malmö.

## Offentliga verk i urval
- Staty över Frans Suell, brons, 1915, Norra Vallgatan, Malmö
- Flicka med snäcka, brons, 1927 (uppsatt 1934), tidigare i Stadsparken i Eslöv
- Flickan och fisken, brons, 1937, Folkets Park i Trelleborg
- Staty över Rudolf Fredrik Berg, Standparken i Limhamn
- Emma, avgjutning av knapp tre meter hög galjonsfigur som Edvard Trulsson gjort för Malmros Rederi ABs tankfartyg Falsterbohus, uppsatt på Emmatorget vid Travemündebron i Trelleborg 1984[3]
- Najaden, betong, 1938, Folkets park, Malmö
- Sista steget, brons, Gamla kyrkogården i Lomma

## Fotogalleri

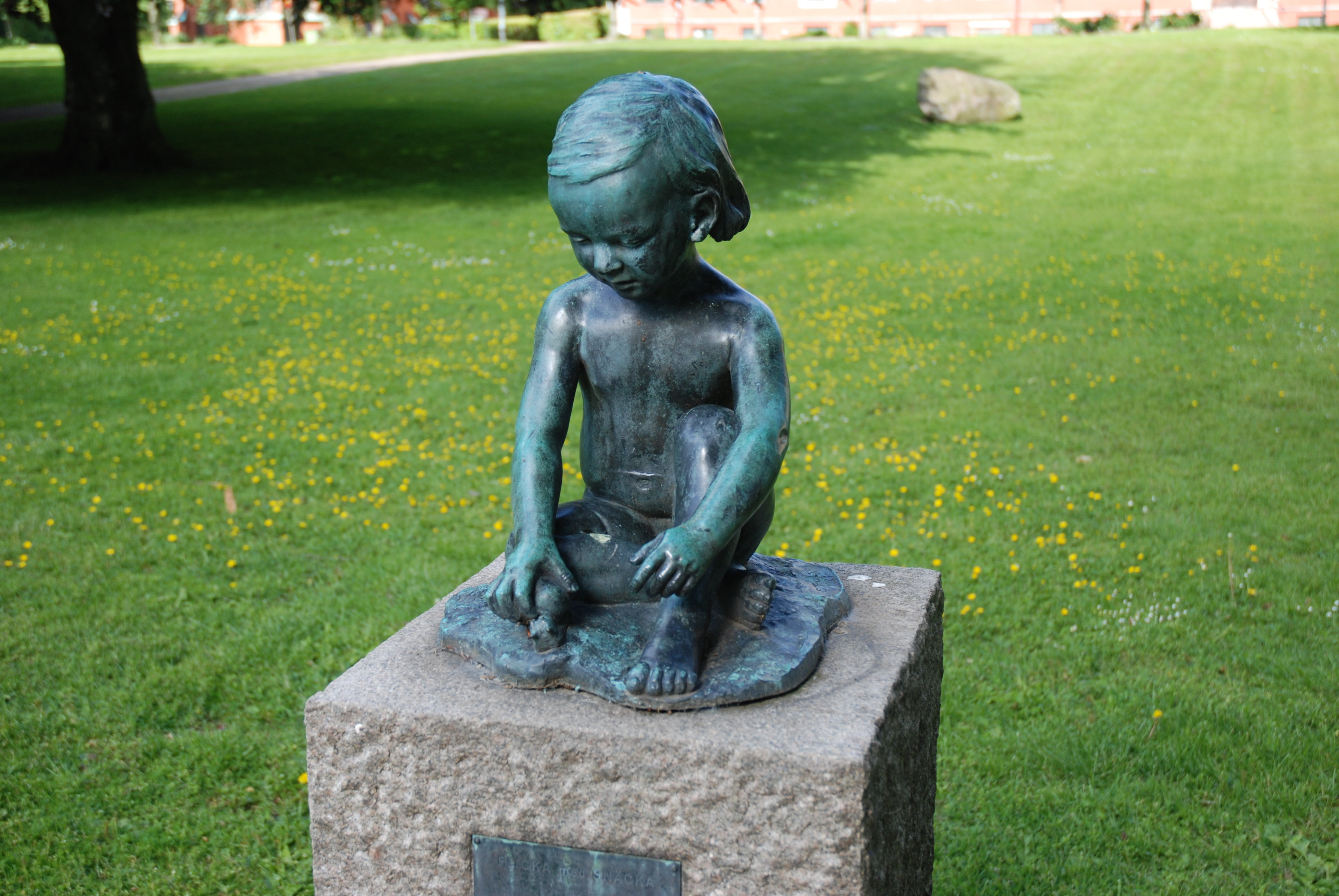
stulen: Flicka med snäcka tidigare i Eslöv
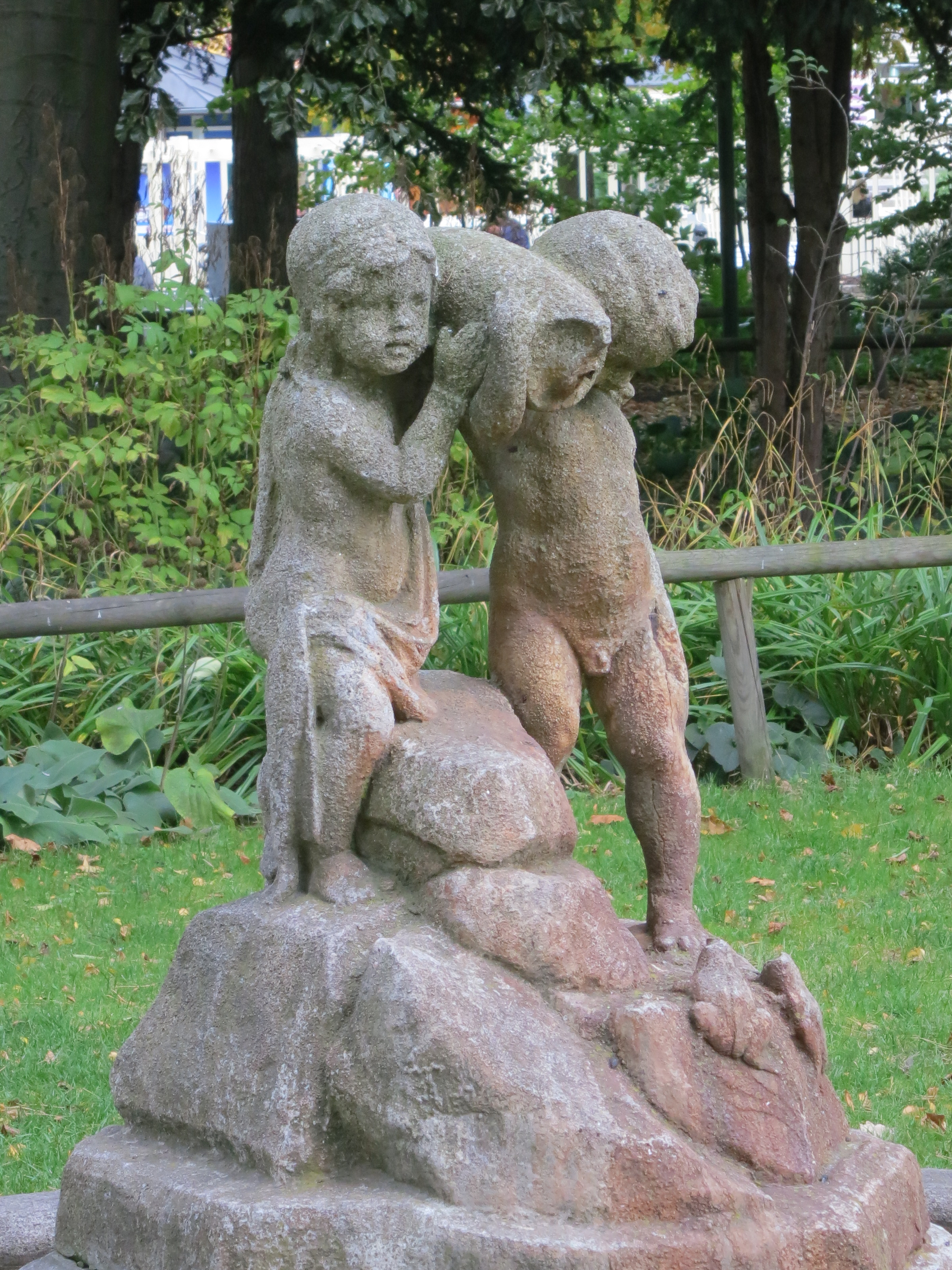
Najaden i Malmö
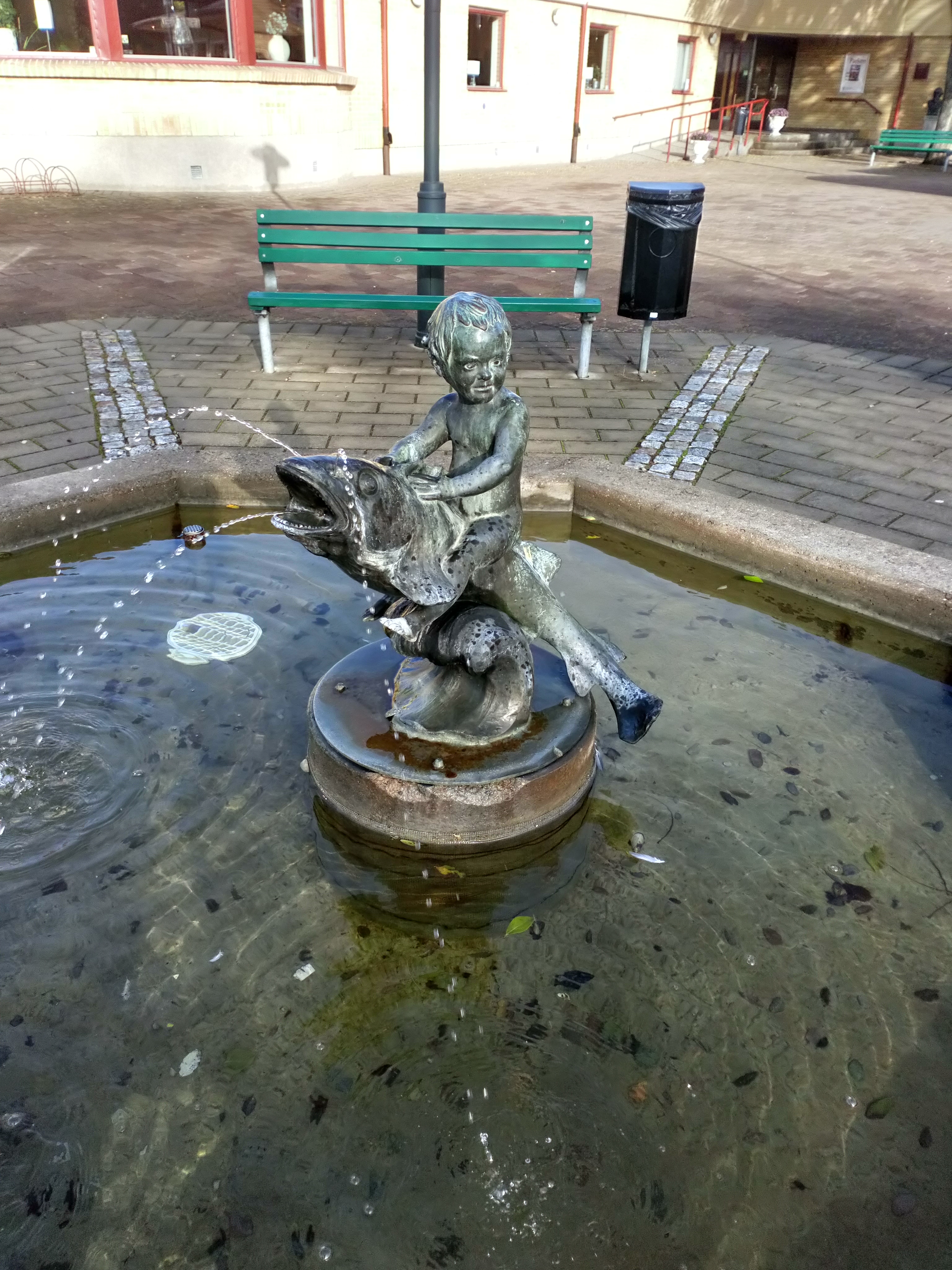
Flickan och fisken i Trelleborg